# Бијариц
Бијариц (фр. Biarritz) град је у Француској у региону Нова Аквитанија, у департману Атлантски Пиринеји.
По подацима из 1990. године број становника граду је био 28.742, а густина насељености је износила 2.465 становника/km².
Некада мало рибарско село, Бијариц је постао монденско летовалиште након 1854. године када га је посетио Наполеон III.

## Географија

### Клима
| Клима (Бијариц)             | Клима (Бијариц) | Клима (Бијариц) | Клима (Бијариц) | Клима (Бијариц) | Клима (Бијариц) | Клима (Бијариц) | Клима (Бијариц) | Клима (Бијариц) | Клима (Бијариц) | Клима (Бијариц) | Клима (Бијариц) | Клима (Бијариц) | Клима (Бијариц)  |
| Показатељ \ Месец           | .Јан.           | .Феб.           | .Мар.           | .Апр.           | .Мај.           | .Јун.           | .Јул.           | .Авг.           | .Сеп.           | .Окт.           | .Нов.           | .Дец.           | .Год.            |
| --------------------------- | --------------- | --------------- | --------------- | --------------- | --------------- | --------------- | --------------- | --------------- | --------------- | --------------- | --------------- | --------------- | ---------------- |
| Апсолутни максимум, °C (°F) | 23,4 (74,1)     | 28,9 (84)       | 29,7 (85,5)     | 28,6 (83,5)     | 34,8 (94,6)     | 38,7 (101,7)    | 39,8 (103,6)    | 37,3 (99,1)     | 37,0 (98,6)     | 32,2 (90)       | 26,1 (79)       | 25,1 (77,2)     | 39,8 (103,6)     |
| Средњи максимум, °C (°F)    | 12,0 (53,6)     | 12,8 (55)       | 15,0 (59)       | 16,2 (61,2)     | 19,6 (67,3)     | 22,1 (71,8)     | 24,1 (75,4)     | 24,7 (76,5)     | 23,2 (73,8)     | 20,0 (68)       | 15,1 (59,2)     | 12,5 (54,5)     | 17,4 (63,3)      |
| Просек, °C (°F)             | 8,1 (46,6)      | 9,0 (48,2)      | 10,0 (50)       | 11,7 (53,1)     | 14,6 (58,3)     | 17,3 (63,1)     | 19,8 (67,6)     | 19,9 (67,8)     | 18,6 (65,5)     | 15,6 (60,1)     | 11,0 (51,8)     | 8,5 (47,3)      | 13,7 (56,7)      |
| Средњи минимум, °C (°F)     | 4,8 (40,6)      | 5,0 (41)        | 7,0 (44,6)      | 8,5 (47,3)      | 11,6 (52,9)     | 14,6 (58,3)     | 16,7 (62,1)     | 17,0 (62,6)     | 14,5 (58,1)     | 11,9 (53,4)     | 7,7 (45,9)      | 5,5 (41,9)      | 9,9 (49,8)       |
| Апсолутни минимум, °C (°F)  | −12,7 (9,1)     | −11,5 (11,3)    | −7,2 (19)       | −1,3 (29,7)     | 3,3 (37,9)      | 5,3 (41,5)      | 9,2 (48,6)      | 8,6 (47,5)      | 5,3 (41,5)      | 0,8 (33,4)      | −5,7 (21,7)     | −8,5 (16,7)     | −12,7 (9,1)      |
| Количина падавина, mm (in)  | 143,2 (56,38)   | 122,7 (48,31)   | 121,7 (47,91)   | 132,9 (52,32)   | 121,0 (47,64)   | 90,9 (35,79)    | 65,1 (25,63)    | 102,3 (40,28)   | 124,6 (49,06)   | 135,7 (53,43)   | 174,2 (68,58)   | 148,7 (58,54)   | 1.482,9 (583,82) |
| [ тражи се извор ]          |                 |                 |                 |                 |                 |                 |                 |                 |                 |                 |                 |                 |                  |

## Демографија
| 1962.  | 1968.  | 1975.  | 1982.  | 1990.  | 1999.  | 2006.  | 2011.  |
| ------ | ------ | ------ | ------ | ------ | ------ | ------ | ------ |
| 25.231 | 26.750 | 27.595 | 26.598 | 28.742 | 30.055 | 26.690 | 25.903 |

## Партнерски градови
- Каскаис
- Херез де ла Фронтера
- Иксел
- Сарагоса
- Мар дел Плата
- Огаста

## Галерија
- Плажа и казино у Бијарицу